# Csippék János
Csippék János, Csippék Nepomuk János Ubald (Breznóbánya, 1845. május 20. (keresztelés) – Budapest, 1916. október 8.) gyógyszerész, gyógyszerészet-történész.

## Életrajz
Szülei Csippék Ferenc sebész és Scherf Franciska. A pesti tudományegyetemen szerezte szerzett gyógyszerészi oklevelét 1867-ben. Először Szentkereszten (Bars vármegye), 1876-tól pedig Nagytapolcsányban (Nyitra vm.) dolgozott, mint gyógyszerész, 1876-tól a nagytapolcsányi Arany Oroszlán gyógyszertár, 1905-től pedig a budapesti Práter utcai „Szentcsalád” gyógyszertár tulajdonosa volt. 1897 és 1908 között számos gyógyszerészettörténeti publikációja látott napvilágot a felvidéki gyógyszerészet történetéről, Besztercebánya 17. századi, valamint a szerzetesrendek 18. századi gyógyszertárairól, melyeket a Gyógyszerészeti Hetilap, a Gyógyszerészi Közlöny, a Gyógyszerészi Értesítőben és a Gyógyszerészek Lapja közöltek. Néprajzi tárgyú dolgozatait, melyek a felvidéki olejkárokról (házaló gyógyszerárusokról) és a sáfrányosokról szólnak, 1907 és 1910 között az MNM Néprajzi Osztályának Értesítőjében publikálta. Felesége Kölber Borbála volt.

## Főbb művei
- Adalékok a magyar, különösen a felvidéki gyógyszerészet történetéhez. Gy. Hetilap, 1898. 274-322., Gy. Közlöny, 1898. 313-342.
- A szerzetesrendek gyógyszertárai. Gy. Közlöny, 1903. 591-672.
- Besztercebánya gyógyszertárai és az 1672. évi leltár. Gy. Közlöny, 1904. 108-111.
- Adalékok a felvidéki olejkárok, házaló gyógyszerárusok történetéhez. Néprajzi Értesítő, 1907.
- Sáfrányosok a Felvidéken. Néprajzi Értesítő, 1910.

## További irodalom
- Gulyás Pál: Magyar írók élete és munkái – új sorozat I–XIX. Budapest: Magyar Könyvtárosok és Levéltárosok Egyesülete. 1939–1944.  , 1990–2002, a VII. kötettől (1990–) sajtó alá rendezte: Viczián János
- Kapronczay Károly: Magyar orvoséletrajzi lexikon
- Révai Új Lexikona. Főszerk. Kollega Tarsoly István. Szekszárd, Babits, 1996-.
- Új magyar életrajzi lexikon. Főszerk. Markó László. Bp., Magyar Könyvklub.